# Aielo de Malferit
Aielo de Malferit település Spanyolországban, Valencia tartományban. Aielo de Malferit Agullent, Albaida, Canals, Montesa, Valencia, L’Olleria, Ontinyent és Vallada községekkel határos. Lakosainak száma 4599 fő (2024).

## Népesség
A település lakosságának változását az alábbi diagram mutatja:
| Lakosok száma | 4085 | 4320 | 4532 | 4679 | 4743 | 4657 | 4706 | 4618 | 4589 | 4599 |
|               | 2001 | 2004 | 2007 | 2009 | 2012 | 2014 | 2017 | 2019 | 2022 | 2024 |